# Nico Assumpção
Nico Assumpção (* 13. August 1954 in São Paulo als Antônio Álvaro Assumpção Neto; † 20. Januar 2001 in Rio de Janeiro) war ein brasilianischer Bassist, der im Bereich des Modern Jazz und der Música Popular Brasileira hervorgetreten ist.

## Leben und Wirken
Assumpção stammt aus einer musikalischen Familie; sein Vater war Kontrabassist. Er selbst begann auf der akustischen Gitarre und hatte Unterricht bei Paulinho Nogueira. Mit 16 Jahren wechselte er zur Bassgitarre (später kam der Kontrabass hinzu). Er studierte dann Harmonielehre und Arrangement an der University of California und in Brasilien bei Luis Chaves und Amilton Godoy. 1976 zog er nach New York City, wo er zu den Gruppen von Don Salvador und Charlie Rouse gehörte und mit Fred Hersch, John Hicks, Steve Slagle, Larry Willis und Victor Lewis spielte. 1981 ging er zurück nach Brasilien, wo er sein Debütalbum Nico Assumpção veröffentlichte, das erste brasilianische Album für Solo-Bass. 1982 zog er nach Rio de Janeiro, wo er als Studiomusiker aktiv war und mit Stars der brasilianischen Musikszene wie Caetano Veloso, Milton Nascimento, João Bosco, Gilberto Gil, Gal Costa, Maria Bethânia, Edu Lobo, Chico Buarque, Wagner Tiso und Léo Gandelman arbeitete. Er tourte auch mit Kenny Barron, Joe Henderson (Double Rainbow: The Music of Antonio Carlos Jobim) Pat Metheny, Larry Coryell, Eliane Elias, Lee Konitz, Michel Legrand, Harvey Mason, Airto Moreira, Flora Purim, Ernie Watts und Phil Woods. Er ist auch auf Alben von Bob Belden, Toots Thielemans, Sadao Watanabe, Dionne Warwick oder Maria João zu hören.

## Diskographische Hinweise
- Nico Assumpção (1981)
- Luiz Avellar, Nico Assumpção & Kiko Freitas Tocando Victor Assis (2000)
- Nico Assumpção, Nelson Faria, Lincoln Cheib Três/Three (2000)